# براور (روستا)
براور (به لاتین: Buravar) یک منطقهٔ مسکونی در جمهوری آذربایجان است که در شهرستان جلیل‌آباد واقع شده‌است. براور ۱۰۱۷ نفر جمعیت دارد.

## ریشه واژه
واژه بور در زبان تالشی به معنی بر و بالا و ور پسوند مکان و جایگاه است و معنی بوراور جایگاه بلند است.